# فينيسيوس (لاعب كرة قدم مواليد 1985)
فينيسيوس (بالبرتغالية: Vinícius Barrivieira‏) هو لاعب كرة قدم برازيلي في مركز حراسة المرمى، ولد في 19 يوليو 1985 في Marechal Cândido Rondon ‏ في البرازيل. لعب مع أتلتيكو باراناينسي ونادي فيتوريا ونادي فيلا نوفا ونادي ليتكس لوفتش.

## وصلات خارجية
- فينيسيوس (لاعب كرة قدم مواليد 1985) على موقع قاعدة بيانات كرة القدم.إي يو (الإنجليزية)
- فينيسيوس (لاعب كرة قدم مواليد 1985) على موقع Soccerway.com (الإنجليزية)
- فينيسيوس (لاعب كرة قدم مواليد 1985) على موقع عالم كرة القدم.نت (الإنجليزية)